# Ghost in the Shell 1.5
Ghost in the Shell 1.5: Human-Error Processor (攻殻機動隊1.5 HUMAN-ERROR PROCESSOR Kōkaku Kidōtai 1.5: Human-Error Processor?), es un manga de ciencia ficción cuyo autor es Masamune Shirow, perteneciente a la saga Ghost in the Shell, compuesto por cuatro capítulos que fueron descartados de la publicación del tomo Ghost in the Shell 2: Man/Machine Interface por el propio autor. Fueron previamente publicados en la revista Young Magazine de Kōdansha.

## Capítulos

### Fat Cat (1991)
Una mujer acude a la Sección 9 para investigar las actividades de su padre, se descubre que su cabeza está siendo manipulada remotamente (a través de su cerebro electrónico).

### Drive Slave (1992)
La mayor Kusanagi reaparece en una investigación de la Sección 9.

### Mines of Mind (1995)
Un ciber-cita es interrumpida por el asesinato de un traficante de armas.

### Lost Past (1996)
La investigación de un secuestro se complica cuando se encuentran con que detrás existe una operación encubierta de un departamento gubernamental en terroristas de Okinawa.

## Ediciones
La edición japonesa fue publicada en 2003, contando con 184 páginas. Se complementanba con un CD-ROM que además de todas las historias, añadía música a las escenas y animación a las transiciones, además de tener un salvapantallas.